# Wort der Weisheit
Das Wort der Weisheit wird Abschnitt 89 im Buch Lehre und Bündnisse genannt, da es mit den Worten beginnt „Ein Wort der Weisheit zum Nutzen des Rates der Hohenpriester, die in Kirtland versammelt sind, und der Kirche und auch der Heiligen in Zion—“. Dieser Abschnitt gilt in der Kirche Jesu Christi der Heiligen der Letzten Tage und in einigen mormonischen Splittergruppen als göttliche Offenbarung in Bezug auf Ernährung und Gesundheit.

## Inhalt
In der Einleitung heißt es, dass der Text nicht als Gebot, sondern als Gruß zu verstehen sei, der aber den Fähigkeiten der Schwächsten entspreche. Ein Grund sei die Schlechtigkeit der Menschen, die ein solches Wort der Weisheit nötig machten.
Als nächsten wird erklärt, dass Wein und starkes Getränk sowie heiße Getränke nicht genossen werden sollen. Ebenfalls solle auf Genuss von Tabak verzichtet werden.
Im Weiteren ist davon die Rede, dass alle Arten von Gemüse und Früchten zu ihrer jeweiligen Zeit zusammen mit Getreide, vorwiegend Weizen, die Hauptnahrung des Menschen bilden sollten. Fleisch solle nur sparsam und nur in Zeiten der Kälte und des Hungers genossen werden.
An diese Aufforderungen schließt sich die Verheißung an, dass diejenigen, die sich an diese Empfehlungen halten, gesund sein und laufen sollen, ohne zu ermüden. Sie sollen verborgene Schätze der Weisheit finden.

## Geschichte
Laut seinen Angaben erhielt Joseph Smith diese Offenbarung als Antwort auf eine Frage an Gott am 27. Februar 1833 in Kirtland (Ohio). Er hielt oft im Raum über seinem Laden die „Schule der Propheten“ ab, in der er mit den führenden Brüdern der Kirche spirituelle Dinge und Dinge der Kirchenorganisation diskutierte. Dabei rauchten viele Brüder oder sie kauten Tabak, wobei sie ihre Pfeifen auf den Boden ausklopften und auch den Tabaksaft auf den Boden spuckten. Joseph Smith fragte sich, ob ein verqualmtes Zimmer wohl zur Spiritualität passen würde, und seine Frau Emma beklagte sich über den Schmutz, den sie immer wieder wegputzen musste. Als Antwort auf seine Frage zum Gebrauch von Tabak erhielt Joseph Smith die Offenbarung, die heute den Abschnitt 89 im Buch Lehre und Bündnisse bildet. Zunächst wurde das Wort der Weisheit als eigene Broschüre veröffentlicht. 1835 fand es Eingang in die erste Auflage des Buches „Lehre und Bündnisse“.
Die heißen Getränke, die dort erwähnt sind, wurden von Anfang an ausschließlich als Kaffee und Schwarztee interpretiert, was bis heute gilt. In der Anfangszeit wurde das Wort der Weisheit als eher unverbindliche Empfehlung aufgefasst. Das illustriert die Tatsache, dass Joseph Smith selbst im Stadthotel von Nauvoo, dem Nauvoo Mansion, eine Schnapsbar für seinen Leibwächter Orrin Porter Rockwell einrichten wollte, was nur seine Frau Emma verhinderte. Auch betrieb Rockwell später in Utah eine Brauerei. In den Anfangsjahren waren in Salt Lake City Damenschuhe und Schwarztee die begehrtesten Importartikel.
Erst im Laufe der Jahrzehnte veränderte sich die Wahrnehmung des Wortes der Weisheit. Es wurde zu einem wesentlichen Bestandteil des mormonischen Lebens, ja zu einem Unterscheidungsmerkmal gegenüber Außenstehenden. Innerhalb der Kirche wurde das Halten des Wortes der Weisheit in der Form, dass vollständig auf den Genuss von Alkohol in jeder Form, von Bohnenkaffee und Schwarztee sowie von Tabak in jeder Form verzichtet wird, eine Bedingung für die Taufe, für eine Ordinierung im Priestertum und für den Erhalt eines Tempelempfehlungsscheines.
Das Wort der Weisheit führte im Mormonenstaat Utah zu einer sehr restriktiven Alkoholgesetzgebung, die anlässlich der Olympischen Winterspiele 2002 in Salt Lake City ins Bewusstsein der Weltöffentlichkeit getragen wurde.
Seit Jahrzehnten gibt es innerhalb der Kirche Gruppierungen, die gerne den zweiten Teil des Gebotes, den sparsamen Genuss von Fleisch, in den Mittelpunkt der Aufmerksamkeit rücken wollen, sie haben aber nur spärlichen Erfolg damit. Offiziell gibt es keine Aussage dazu von Führern der Kirche.
Eine zweite Kontroverse innerhalb der Kirche dreht sich um coffeinhaltige Kaltgetränke, wie Coca-Cola, Pepsi, Dr. Pepper’s usw. Einige, und unter ihnen waren auch Präsidenten der Kirche, sind der Meinung, dass solche Getränke von Heiligen der Letzten Tage nicht genossen werden sollen. Eine offizielle Aussage dazu gibt es aber nicht. Hingegen wird immer wieder in Generalkonferenzen betont, dass zum Wort der Weisheit auch gehöre, auf abhängig machende Drogen vollständig zu verzichten. Eine Anwendung sei aber als Medikamente unter ärztlicher Aufsicht durchaus möglich. Dabei wird oft auf die Passage im Wort der Weisheit verwiesen, dass alles mit Vernunft und Danksagung zu gebrauchen sei.
Die offizielle und somit bindende Haltung zum Wort der Weisheit lautet:
Die einzige offizielle Auslegung des Begriffs „heißes Getränk“ (LuB 89:9) im Wort der Weisheit ist die Aussage von frühen Führern der Kirche, dass darunter Tee und Kaffee zu verstehen sind. Die Mitglieder sollen nichts zu sich nehmen, was Drogen enthält. Außerdem sollen sie keine Stoffe zu sich nehmen, die schädlich sind oder abhängig machen, außer wenn dies unter Aufsicht eines fachkundigen Arztes geschieht.
Immer wieder wird vor Fanatismus im Zusammenhang mit dem Wort der Weisheit gewarnt, z. B. von Elder Quentin L. Cook im Jahr 2003.

## Weitere Literatur
- Wort der Weisheit in der Enzyklopädie des Mormonismus